# زخرف

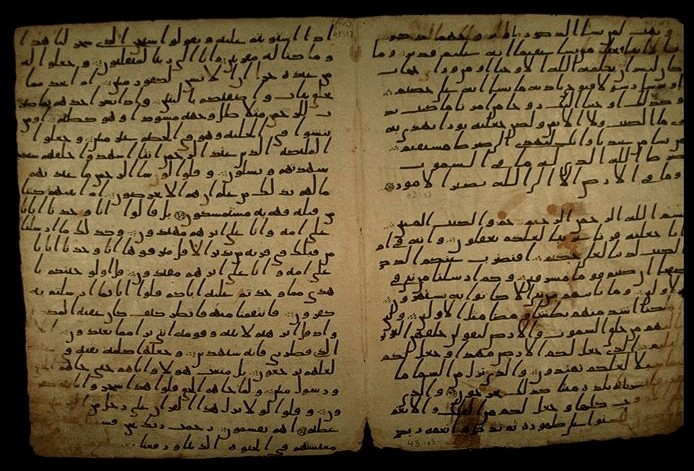
نسخه خطی قدیمی از آیات انتهایی سوره شوری و آیات ابتدایی (تا آیه ۳۲) سوره زخرف به خط حجازی متعلق به قرن اول هجری که در کتابخانه جامع کبیر صنعا نگهداری می‌شود.

سوره زُخْرُف سوره ۴۳ از قرآن است، ۸۹ آیه دارد و سوره‌ای مکی است. همانند سوره‌های مکی، مباحث این سوره پیرامون اعتقادات اساسی مسلمانان مانند توحید، معاد، نبوت، و داستان پیامبران، به ویژه ابراهیم، موسی، و عیسی است. این سوره به انتقاد از ارزش‌های حاکم بر افکار افراد بی‌ایمان می‌پردازد و نام آن نیز از آیهٔ ۳۵ آن گرفته شده‌است که در مورد ارزش‌های مادی و زُخْرُف (طلا و مانند آن) سخن می‌گوید.